# Mark Halstead
Mark James Halstead, född 17 september 1990 i Blackpool, är en engelsk fotbollsmålvakt.